# Tava
Tava, prosulja ili prženica je metalna plitka kuhinjska posuda s produženom drškom namijenjena za prženje hrane. Može biti od čelika, aluminija, bakra ili metalne legure.
U novije vrijeme se proizvode tave obložene s unutarnje strane teflonom. Za prženje u tavama s teflonom potrebno je manje jestivog ulja ili masti, a hrana se tijekom prženja ne lijepi za dno posude. Još modernija unutrašnja obloga tava je sinterirana keramika na kojoj se jelo može peći i pržiti bez ikakvih dodanih masnoća.
Riječ "tava" je perzijsko-indijskog podrijetla a u hrvatski je došla preko turskog.